# George Burroughs
Pour les articles homonymes, voir Burroughs.

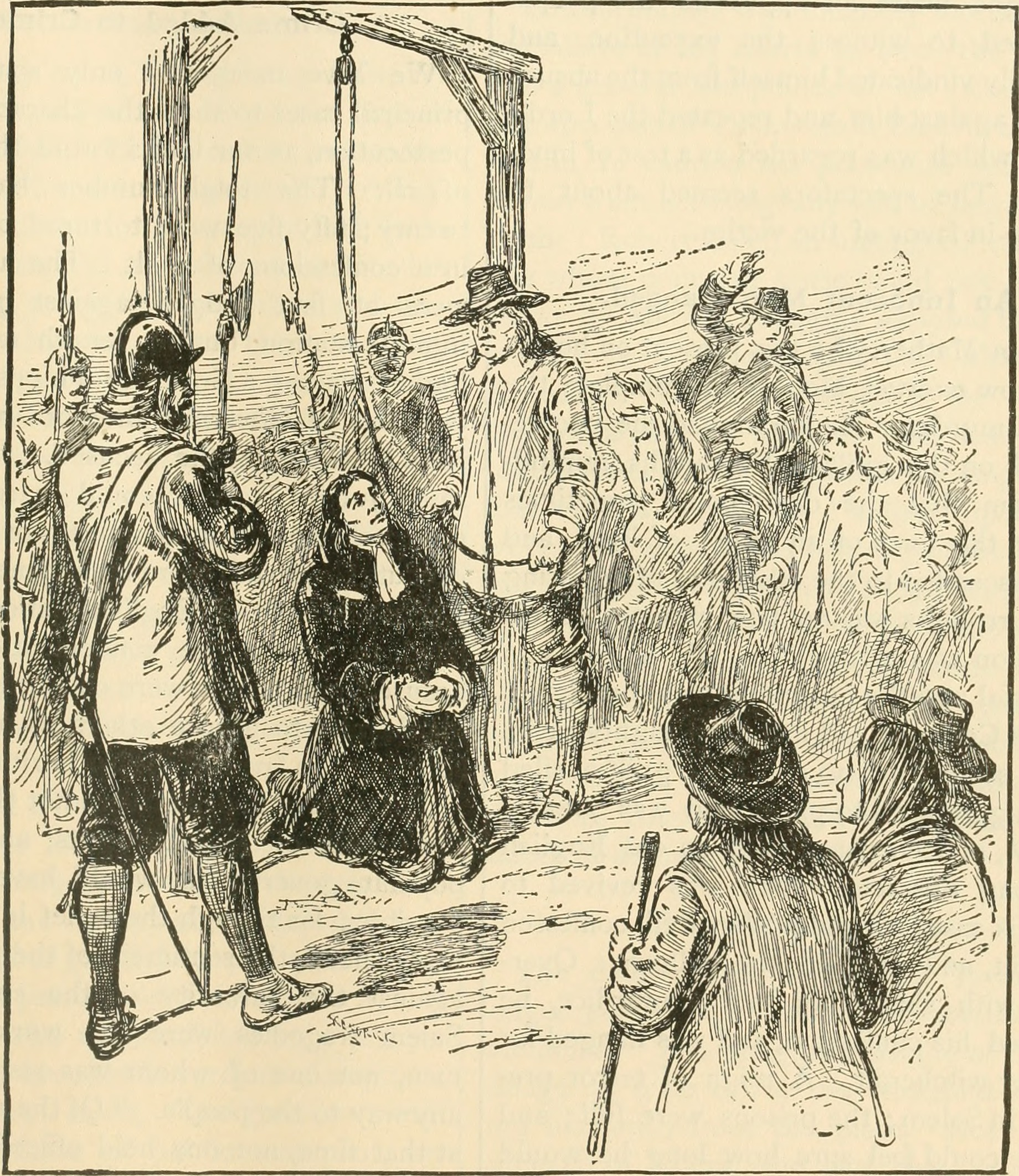
Représentation de l'exécution de George Burroughs.

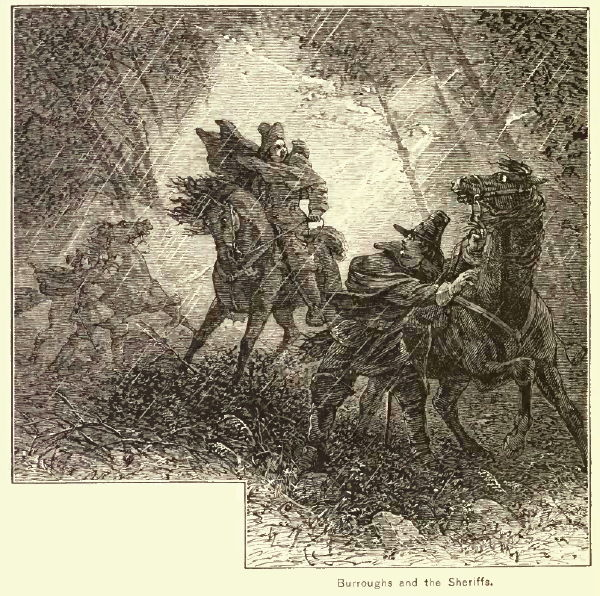
Georges Burroughs et les sherifs.

George Burroughs est un réverend né entre 1650 et 1660.
Il serait l'un des sorciers dans l'affaire des sorcières de Salem,,.
Il a été pendu le 19 août 1692.